# Russell Teibert
Russell Teibert, né le 22 décembre 1992 à Niagara Falls en Ontario, est un joueur international canadien de soccer. Il joue au poste de milieu défensif.

## Biographie

### Carrière internationale
En avril 2009, Russell Teibert participe au Championnat de la CONCACAF des moins de 17 ans avec l'équipe du Canada des moins de 17 ans. Lors de ce tournoi, il dispute trois rencontres et inscrit un but contre le Honduras. Puis, en mars 2011, il participe au Championnat de la CONCACAF des moins de 20 ans avec l'équipe du Canada des moins de 20 ans. Lors de ce tournoi, il dispute trois rencontres, et délivre deux passes décisives durant la rencontre face à la Martinique.
Russell Teibert est convoqué pour la première fois en équipe du Canada par le sélectionneur national Stephen Hart, pour un match amical contre le Trinité-et-Tobago le 10 août 2012. Le 15 août, il honore sa première sélection contre le Trinité-et-Tobago. Lors de ce match, il entre à la 62e minute de la rencontre, à la place de Patrice Bernier. Le match se solde par une victoire 2-0 des Canadiens. Puis, le 27 juin 2013, il fait partie des 23 appelés par le sélectionneur national Colin Miller pour la Gold Cup 2013. Lors de ce tournoi, il dispute une rencontre face à la Martinique. Le Canada est éliminée au premier tour. 
Le 11 juin 2015, il inscrit son premier but en sélection face à la Dominique lors du deuxième tour des éliminatoires de la Coupe du monde de 2018 (victoire 0-2). Il participe à sa deuxième Gold Cup en juillet 2015. Lors de cette compétition, il joue trois matchs. Le Canada est éliminée au premier tour.
Le 27 juin 2017, il fait de nouveau partie des 23 appelés par le sélectionneur national Octavio Zambrano pour la Gold Cup 2017. Lors de cette compétition, il joue deux rencontres. Le Canada s'incline en quart de finale contre la Jamaïque. Le 30 mai 2019, il fait partie des 23 appelés par le sélectionneur national John Herdman pour la Gold Cup 2019. Lors de cette compétition, il joue deux matchs. Le Canada s'incline en quart de finale face à Haïti.

## Palmarès

### En club
Whitecaps de Vancouver
- Vainqueur du Championnat canadien en 2015

### Distinctions individuelles
- Élu joueur canadien des moins de 17 ans de l'année en 2008[17] et 2009[18]
- Élu meilleur joueur du Championnat canadien en 2015[19]

## Statistiques

### Statistiques détaillées
| Saison                | Club                   | Championnat           | Championnat | Championnat | Championnat | Coupe(s) nationale(s) | Coupe(s) nationale(s) | Coupe(s) nationale(s) | Compétition(s) continentale(s) | Compétition(s) continentale(s) | Compétition(s) continentale(s) | Compétition(s) continentale(s) | Séries | Séries | Séries | Canada | Canada | Canada | Total | Total | Total |
| Saison                | Club                   | Division              | M.          | B.          | P.d.        | M.                    | B.                    | P.d.                  | Comp.                          | M.                             | B.                             | P.d.                           | M.     | B.     | P.d.   | M.     | B.     | P.d.   | M.    | B.    | P.d.  |
| 2010                  | Whitecaps de Vancouver | USSF Division 2       | 1           | 0           | 0           | -                     | -                     | -                     | -                              | -                              | -                              | -                              | -      | -      | -      | -      | -      | -      | 1     | 0     | 0     |
| 2011                  | Whitecaps de Vancouver | MLS                   | 11          | 0           | 0           | 4                     | 0                     | 1                     | -                              | -                              | -                              | -                              | -      | -      | -      | -      | -      | -      | 15    | 0     | 1     |
| 2012                  | Whitecaps de Vancouver | MLS                   | 4           | 0           | 0           | 0                     | 0                     | 0                     | -                              | -                              | -                              | -                              | 0      | 0      | 0      | 1      | 0      | 0      | 5     | 0     | 0     |
| 2013                  | Whitecaps de Vancouver | MLS                   | 24          | 2           | 7           | 4                     | 0                     | 1                     | -                              | -                              | -                              | -                              | -      | -      | -      | 6      | 0      | 0      | 34    | 2     | 8     |
| 2014                  | Whitecaps de Vancouver | MLS                   | 29          | 0           | 1           | 2                     | 0                     | 0                     | -                              | -                              | -                              | -                              | 0      | 0      | 0      | 1      | 0      | 0      | 32    | 0     | 1     |
| 2015                  | Whitecaps de Vancouver | MLS                   | 23          | 0           | 1           | 3                     | 0                     | 0                     | LCC                            | 3                              | 0                              | 0                              | 1      | 0      | 0      | 9      | 1      | 1      | 39    | 1     | 2     |
| 2016                  | Whitecaps de Vancouver | MLS                   | 11          | 0           | 0           | 4                     | 0                     | 0                     | LCC                            | 2                              | 0                              | 1                              | -      | -      | -      | -      | -      | -      | 17    | 0     | 1     |
| 2017                  | Whitecaps de Vancouver | MLS                   | 12          | 0           | 0           | 2                     | 0                     | 0                     | LCC                            | 2                              | 0                              | 0                              | 0      | 0      | 0      | 3      | 0      | 0      | 19    | 0     | 0     |
| 2018                  | Whitecaps de Vancouver | MLS                   | 23          | 1           | 0           | 4                     | 0                     | 1                     | -                              | -                              | -                              | -                              | -      | -      | -      | 2      | 0      | 1      | 29    | 1     | 2     |
| 2019                  | Whitecaps de Vancouver | MLS                   | 27          | 0           | 3           | 1                     | 0                     | 0                     | -                              | -                              | -                              | -                              | -      | -      | -      | 3      | 0      | 0      | 31    | 0     | 3     |
| 2020                  | Whitecaps de Vancouver | MLS                   | 20          | 0           | 0           | -                     | -                     | -                     | -                              | -                              | -                              | -                              | 1      | 0      | 0      | 2      | 1      | 1      | 23    | 1     | 1     |
| 2021                  | Whitecaps de Vancouver | MLS                   | 33          | 1           | 2           | 1                     | 0                     | 0                     | -                              | -                              | -                              | -                              | 1      | 0      | 0      | -      | -      | -      | 35    | 1     | 2     |
| Total sur la carrière | Total sur la carrière  | Total sur la carrière | 218         | 4           | 14          | 25                    | 0                     | 3                     | -                              | 7                              | 0                              | 1                              | 3      | 0      | 0      | 27     | 2      | 3      | 280   | 6     | 21    |